# 国家天文台施密特CCD小行星巡天计划
国家天文台施密特CCD小行星巡天计划（英文：BAO Schmidt Asteroid Program，或简称SCAP），是由中国科学院出资，于1995年5月在北京天文台设立的近地小行星（NEAs）与彗星观测计划。

## 仪器
SCAP配备有一台60/80厘米的施密特摄星镜。该仪器装备一组2048x2048像素的CCD照相机，现被安装在位于河北承德的国家天文台兴隆观测基地。

## 科学发现
在1995到1999年间，SCAP共发现了1颗彗星，2460颗小行星并对43860颗已知小行星实施过观测任务，是当时世界第五大小行星观测计划。在它的发现中有5颗近地小行星（NEAs），其中2颗被认定为有潜在危险的小行星（PHAs）。它还在2002年时于月球附近发现了一颗近地小行星。
由于一些原因，小行星中心将约半数SCAP的发现记名为“BAO Schmidt”，余下的则为“Beijing Schmidt”。但两者应指同一机构。

### 重要发现
| 名称                        | 临时标识  | 发现日期       | 类型                      | 附加说明                                                          |
| --------------------------- | --------- | -------------- | ------------------------- | ----------------------------------------------------------------- |
| 7072 Beijingdaxue           | 1996 CB8  | 1996年2月3日   | 小行星                    | 以北京大学命名                                                    |
| 7800 Zhongkeyuan            | 1996 EW2  | 1996年3月11日  | 小行星                    | 以中科院命名                                                      |
| 13651                       | 1997 BR   | 1997年1月20日  | 有潜在危险的小行星（PHA） | 本计划发现的第一颗PHA。                                           |
| 29552 Chern                 | 1998 CS2  | 1998年2月15日  | 小行星                    | 以数学家陈省身命名。                                              |
| 31065 Beishizhang           | 1996 TZ13 | 1996年10月10日 | 小行星                    | 以生物学家贝时璋命名。                                            |
|                             | 1998 CS1  | 1998年2月9日   | 有潜在危险的小行星（PHA） |                                                                   |
| Zhu-Balam （朱·巴拉姆彗星） | C/1997 L1 | 1997年7月3日   | 彗星                      | 以SCAP主任朱进和共同发现者戴夫·巴拉姆（哥伦比亚大学）的姓氏命名。 |

## 近况
在与Space.com撰稿人Michael Paine的谈话中，SCAP主任朱进透露为了给其他观测让路，本计划可支配的观测时间已经明显少于以往。